# Jindřich Vomela
Jindřich Vomela (* 1. října 1946 Bystřice nad Pernštejnem) je český chirurg. Specializuje se na hrudní, abdominální a minimálně invazivní chirurgii. Působil na Ústavu soudního lékařství a na Katedře pohybových aktivit a zdraví Fakulty sportovních studií Masarykovy univerzity. Dále pracoval jako chirurg na Chirurgické klinice Fakultní nemocnice Brno a na Lékařské fakultě Masarykovy univerzity. V letech 2002 až 2006 působil jako předseda Akademického senátu Masarykovy univerzity.
V senátních volbách v roce 2010 kandidoval v senátním obvodu č. 49 – Blansko jako nestraník za Suverenitu Jany Bobošíkové. Se ziskem 4,09 % hlasů skončil na 7. místě a do druhého kola voleb tak nepostoupil. Je autorem publikace s titulem Chirurgie pro sestry - I. část z roku 1998.